# Ochrophyta

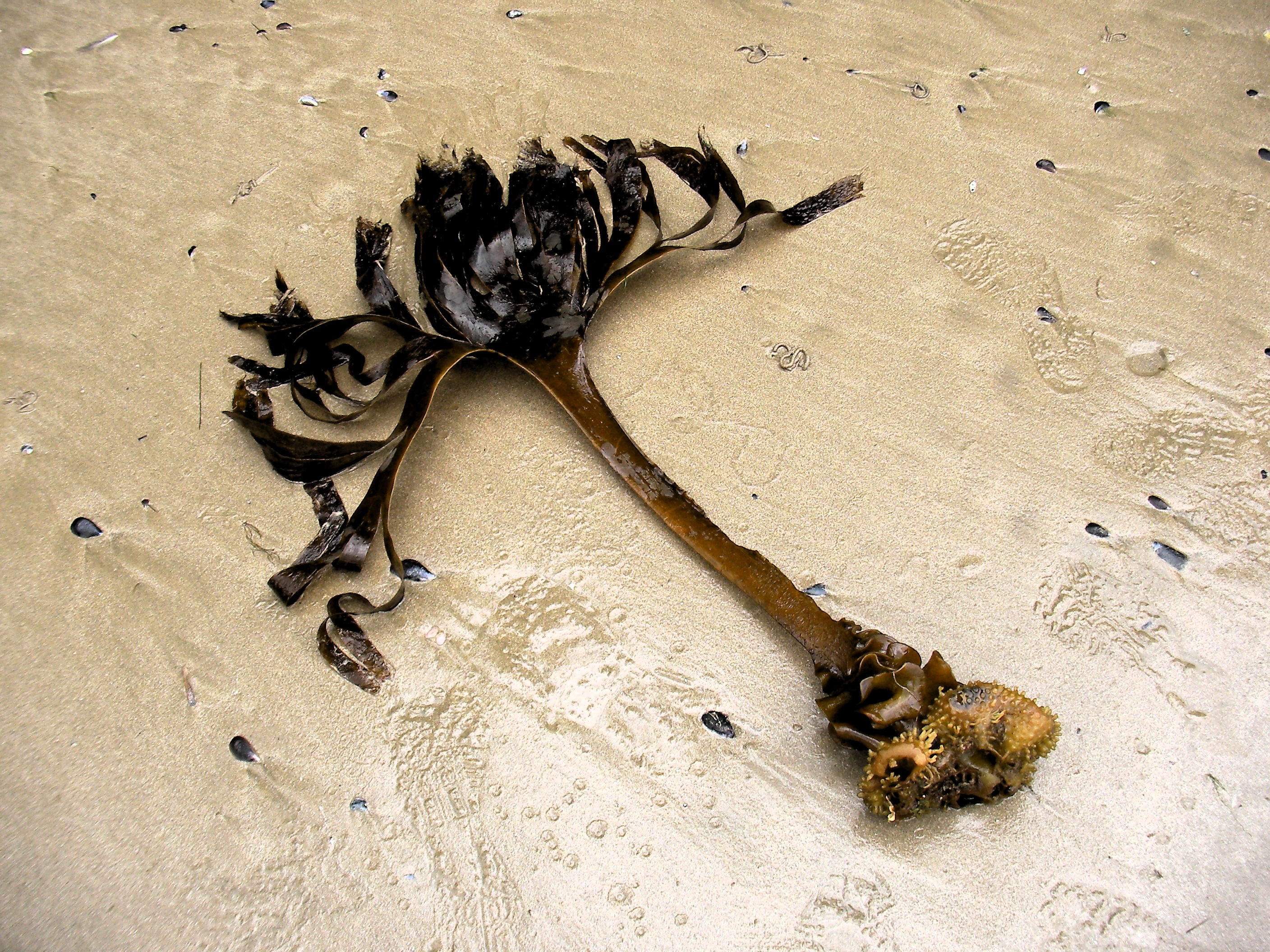
Saccorhiza, uma alga Phaeophyceae.

Ochrophyta, ou Chromophyta, é um agrupamento taxonómico monofilético de organismos eucariotas heterocônticos, pertencentes ao grupo Stramenopiles, constituído maioritariamente por organismos fotossintéticos cujos plastídeos têm origem no grupo das algas vermelhas.
A classificação interna do grupo e a circunscrição taxonómica de alguns dos seus taxa ainda não são consensuais, com autores que preferem não usar subfilos (e.g., Reviers, 2002, Guiry & Guiry, 2014), enquanto outros (e.g., Cavalier-Smith), propõem a divisão em dois subfilos: (1) Phaeista Cavalier-Smith 1995 (com Hypogyristea e Chrysista em algumas classificações, ou Limnista e Marista em outras); e (2) Khakista Cavalier-Smith, 2000, incluindo as Bolidophyceae e as Bacillariophyta (diatomáceas).

## Descrição
As ocrófitas (ou cromófitas) são um grupo de algas produtoras de gâmetas com flagelos heterocontos (parte do grupo Stramenopiles), caracterizadas por serem fotissintéticas. A denominação «Ochrophyta» deriva de ocre, uma alusão à coloração amarelo-castanhada que resulta da presença de fucoxantinas.
O grupo foi identificado filogeneticamente em 1986, então com o nome «Ochrista», e é composto por vários clados de algas unicelulares (como diatomáceas e crisofíceas), e um único grupo de algas multicelulares (algas castanhas ou feofíceas), que nas classificações tradicionais apareciam como grupos separados.
De acordo com o genoma nuclear, este grupo está filogeneticamente relacionado com os Pseudofungi (pseudofungos) e com os Bigyra dentro de Heterokonta, e como eles apresentam geralmente dois flagelos heterocontos diferentes, inseridos lateralmente, um liso e o outro recoberto por pelos tubulares ou pleuronemáticos designados por mastigonemas.
Por outro lado, de acordo com a composição do genoma plastidial, os plastos apresentam uma relação filogenética mais próxima com as Haptophyta, com quais partilham a presença das clorofilas a, c1, c2, c3, β-caroteno e xantofilas como diatoxantina e fucoxantina, para além de apresentarem afinidades na estrutura dos tilacoides.
Nas algas unicelulares a forma de reprodução mais frequente é a bipartição. Nas mais complexas há fragmentação ou formação de propágulos. A reprodução sexual faz-se por meio de células flageladas com ciclos haploides, diploides e haplo-diploides.

## Classificação e filogenia
Os resultados das análises filogenéticas permitem distinguir as seguintes linhagens de Ochrophyta:
- Khakista — Agrupa o importante clado das Bacillariophyceae (diatomáceas) e das Bolidophyceae, estas últimas carecendo da frústula silícea característica das primeiras. São algas unicelulares ou coloniais que vivem em águas doces, águas marinhas e no solo, constituindo uma parte importante do plâncton. Este agrupamento taxonómico é caracterizado pela redução do aparelho flagelar e pela presença de clorofila c3;
- Hypogyrista — Agrupa os Dictyochophyceae (silicoflagelados, protistas que formam esqueletos silíceos) e os Pelagophyceae. Ambos os grupos são constituídos por algas unicelulares que formam parte do plâncton marinho. Distinguem-se do agrupamento anterior pela presença uma hélice entre o cinetossoma e o flagelo;
- Eustigmista — Agrupa as pequenas clases Pinguiophyceae e Eustigmatophyceae, constituídas por algas unicelulares que habitam águas doces ou marinhas e o solo;
- Phagochrysia — Este agrupamento caracteriza-se por nunca apresentar paredes celulares, realizar ou não a fotossíntese e ter múltiplos membros fagotróficos. Inclui os organismos ameboides fagotróficos do clado Picophagea, as Chrysophyceae (algas douradas) e as Synurophyceae. Estes dois últimos grupos são formas unicelulares ou coloniais que vivem principalmente em água doce e apresentam paredes celulares ou carapaças de celulose, quitina, siliciosas ou calcárias;
- Marista — É o agrupamento maior e mais evoluído, incluindo desde formas unicelulares e filamentosas, como as Xanthophyceae (algas verde-amarelas), às Phaeophyceae (algas castanhas) que são verdadeiros organismos pluricelulares com tecidos diferenciados. Inclui os grupos com o aparelho flagelar mais complexo e completo.

Os resultados das análises filogenéticas permitem identificar duas possíveis dicotomias:
|  | Eustigmista                                              |
|  |                                                          |
|  | \| \| Phagochrysia \| \| \| \| \| \| Marista \| \| \| \| |
|  |                                                          |
|  | Phagochrysia                                             |
|  |                                                          |
|  | Marista                                                  |
|  |                                                          |

|  | Phagochrysia |
|  |              |
|  | Marista      |
|  |              |

|  | Eustigmista                                              |
|  |                                                          |
|  | \| \| Phagochrysia \| \| \| \| \| \| Marista \| \| \| \| |
|  |                                                          |
|  | Phagochrysia                                             |
|  |                                                          |
|  | Marista                                                  |
|  |                                                          |

|  | Phagochrysia |
|  |              |
|  | Marista      |
|  |              |

|  | Eustigmista                                              |
|  |                                                          |
|  | \| \| Phagochrysia \| \| \| \| \| \| Marista \| \| \| \| |
|  |                                                          |
|  | Phagochrysia                                             |
|  |                                                          |
|  | Marista                                                  |
|  |                                                          |

|  | Phagochrysia |
|  |              |
|  | Marista      |
|  |              |

|  | Eustigmista                                              |
|  |                                                          |
|  | \| \| Phagochrysia \| \| \| \| \| \| Marista \| \| \| \| |
|  |                                                          |
|  | Phagochrysia                                             |
|  |                                                          |
|  | Marista                                                  |
|  |                                                          |

|  | Phagochrysia |
|  |              |
|  | Marista      |
|  |              |

|  | Eustigmista                                              |
|  |                                                          |
|  | \| \| Phagochrysia \| \| \| \| \| \| Marista \| \| \| \| |
|  |                                                          |
|  | Phagochrysia                                             |
|  |                                                          |
|  | Marista                                                  |
|  |                                                          |

|  | Phagochrysia |
|  |              |
|  | Marista      |
|  |              |

|  | Eustigmista                                              |
|  |                                                          |
|  | \| \| Phagochrysia \| \| \| \| \| \| Marista \| \| \| \| |
|  |                                                          |
|  | Phagochrysia                                             |
|  |                                                          |
|  | Marista                                                  |
|  |                                                          |

|  | Phagochrysia |
|  |              |
|  | Marista      |
|  |              |

|  | Eustigmista                                              |
|  |                                                          |
|  | \| \| Phagochrysia \| \| \| \| \| \| Marista \| \| \| \| |
|  |                                                          |
|  | Phagochrysia                                             |
|  |                                                          |
|  | Marista                                                  |
|  |                                                          |

|  | Phagochrysia |
|  |              |
|  | Marista      |
|  |              |

|  | Eustigmista                                              |
|  |                                                          |
|  | \| \| Phagochrysia \| \| \| \| \| \| Marista \| \| \| \| |
|  |                                                          |
|  | Phagochrysia                                             |
|  |                                                          |
|  | Marista                                                  |
|  |                                                          |

|  | Phagochrysia |
|  |              |
|  | Marista      |
|  |              |

|  | Khakista    |
|  |             |
|  | Hypogyrista |
|  |             |

|  | Eustigmista                                              |
|  |                                                          |
|  | \| \| Phagochrysia \| \| \| \| \| \| Marista \| \| \| \| |
|  |                                                          |
|  | Phagochrysia                                             |
|  |                                                          |
|  | Marista                                                  |
|  |                                                          |

|  | Phagochrysia |
|  |              |
|  | Marista      |
|  |              |

|  | Khakista    |
|  |             |
|  | Hypogyrista |
|  |             |

|  | Eustigmista                                              |
|  |                                                          |
|  | \| \| Phagochrysia \| \| \| \| \| \| Marista \| \| \| \| |
|  |                                                          |
|  | Phagochrysia                                             |
|  |                                                          |
|  | Marista                                                  |
|  |                                                          |

|  | Phagochrysia |
|  |              |
|  | Marista      |
|  |              |

|  | Khakista    |
|  |             |
|  | Hypogyrista |
|  |             |

|  | Eustigmista                                              |
|  |                                                          |
|  | \| \| Phagochrysia \| \| \| \| \| \| Marista \| \| \| \| |
|  |                                                          |
|  | Phagochrysia                                             |
|  |                                                          |
|  | Marista                                                  |
|  |                                                          |

|  | Phagochrysia |
|  |              |
|  | Marista      |
|  |              |

|  | Khakista    |
|  |             |
|  | Hypogyrista |
|  |             |

|  | Eustigmista                                              |
|  |                                                          |
|  | \| \| Phagochrysia \| \| \| \| \| \| Marista \| \| \| \| |
|  |                                                          |
|  | Phagochrysia                                             |
|  |                                                          |
|  | Marista                                                  |
|  |                                                          |

|  | Phagochrysia |
|  |              |
|  | Marista      |
|  |              |

- Khakista e Phaeista — neste esquema classificativo, o agrupamento Khakista é separado dos restantes grupos, que se agrupam en Phaeista, frequentemente recorrendo a um esquema herárquico. Khakista caracteriza-se pela redução da estrutura flagelar, enquanto que em Phaeista a estrutura flagelar é complexa. Por sua vez, Phaeista pode subdividir-se em Eustigmista, Limnista, que agrupa organismos principalmente de água doce, e Marista, principalmente marinhos.[17][18][19]
- Diatomista e Chrysista — neste esquema classificativo Khakista + Hypogyrista (agrupados em Diatomista) são separados dos restantes grupos (agrupados em Chrysista). Diatomista é caracterizado por apresentar unicamente o ciclo diatoxantina-diadinoxantina (ciclo D-D), enquanto que Chrysista apresenta também o ciclo violaxantina-anteraxantina (ciclo V-A).[20][21]

Apesar de ter atingido uma circunscrição taxonómica estável, a classificação do grupo ainda não é consensual. Alguns autores (p. ex., Cavalier-Smith) dividem o grupo em dois subfilos: (1) Phaeista Cavalier-Smith 1995 (compreendendo Hypogyristea e Chrysista em algumas classificações, ou Limnista e Marista em outras); e (2) Khakista Cavalier-Smith, 2000 (compreendendo Bolidomonas e Bacillariophyceae). Outros preferem não usar subfilos, listando apenas taxa inferiores (e.g., Reviers, 2002, Guiry & Guiry, 2014).
Uma análise filogenética do grupo permitiu identificar as seguintes linhagens (ou classes):
- Linhagem Khakista

         Bolidophyceae (bolidomonas)

         Bacillariophyceae (distomáceas)
- Linhagem Hypogyrista

         Dictyochophyceae (silicoflagelados)

         Pelagophyceae
- Linhagem Eustigmista

         Pinguiophyceae

         Eustigmatophyceae
- Linhagem Phagochrysia

         Picophagophyceae

         Chrysophyceae (algas douradas)

         Synurophyceae
- Linhagem Marista

         Actinophryida (animalículos sol)

         Raphidophyceae

         Schizocladiophyceae

         Xanthophyceae (algas verde-amarelas)

         Phaeothamniophyceae

         Phaeophyceae (algas castanhas)
Com base em publicações recentes (2015 e 1016) sobre a filogenia do grupo Ochrophyta é possível estabelecer o seguinte cladograma:

|  | Bolidophyceae Guillou & Chretiennot-Dinet 1999 |
|  |                                                |
|  | Bacillariophyceae Haeckel 1878 (diatomáceas)   |
|  |                                                |

|  | Pinguiophyceae Kawachi et al. 2002       |
|  |                                          |
|  | Eustigmatophyceae Hibberd & Leedale 1971 |
|  |                                          |

|  | Synchromophyceae Horn & Wilhelm 2007                                                                                |
|  | |
|  | \| \| Leukarachnion Geitler 1942 \| \| \| \| \| \| Chrysophyceae Pascher 1914 (algas-castanho-douradas) \| \| \| \| |
|  | |
|  | Leukarachnion Geitler 1942                                                                                          |
|  | |
|  | Chrysophyceae Pascher 1914 (algas-castanho-douradas)                                                                |
|  | |

|  | Leukarachnion Geitler 1942                           |
|  |                                                      |
|  | Chrysophyceae Pascher 1914 (algas-castanho-douradas) |
|  |                                                      |

|  | Synchromophyceae Horn & Wilhelm 2007                                                                                |
|  | |
|  | \| \| Leukarachnion Geitler 1942 \| \| \| \| \| \| Chrysophyceae Pascher 1914 (algas-castanho-douradas) \| \| \| \| |
|  | |
|  | Leukarachnion Geitler 1942                                                                                          |
|  | |
|  | Chrysophyceae Pascher 1914 (algas-castanho-douradas)                                                                |
|  | |

|  | Leukarachnion Geitler 1942                           |
|  |                                                      |
|  | Chrysophyceae Pascher 1914 (algas-castanho-douradas) |
|  |                                                      |

|  | Chrysomerophyceae Cavalier-Smith 1995 |
|  | |
|  | \| \| Phaeothamniophyceae Andersen & Bailey 1998 s.l. \| \| \| \| \| \| Xanthophyceae Allorge 1930 emend. Fritsch 1935 (algas-verde-amareladas) \| \| \| \| |
|  | |
|  | Phaeothamniophyceae Andersen & Bailey 1998 s.l. |
|  | |
|  | Xanthophyceae Allorge 1930 emend. Fritsch 1935 (algas-verde-amareladas)                                                                                     |
|  | |

|  | Phaeothamniophyceae Andersen & Bailey 1998 s.l.                         |
|  |                                                                         |
|  | Xanthophyceae Allorge 1930 emend. Fritsch 1935 (algas-verde-amareladas) |
|  |                                                                         |

|  | Chrysomerophyceae Cavalier-Smith 1995 |
|  | |
|  | \| \| Phaeothamniophyceae Andersen & Bailey 1998 s.l. \| \| \| \| \| \| Xanthophyceae Allorge 1930 emend. Fritsch 1935 (algas-verde-amareladas) \| \| \| \| |
|  | |
|  | Phaeothamniophyceae Andersen & Bailey 1998 s.l. |
|  | |
|  | Xanthophyceae Allorge 1930 emend. Fritsch 1935 (algas-verde-amareladas)                                                                                     |
|  | |

|  | Phaeothamniophyceae Andersen & Bailey 1998 s.l.                         |
|  |                                                                         |
|  | Xanthophyceae Allorge 1930 emend. Fritsch 1935 (algas-verde-amareladas) |
|  |                                                                         |

|  | Chrysomerophyceae Cavalier-Smith 1995 |
|  | |
|  | \| \| Phaeothamniophyceae Andersen & Bailey 1998 s.l. \| \| \| \| \| \| Xanthophyceae Allorge 1930 emend. Fritsch 1935 (algas-verde-amareladas) \| \| \| \| |
|  | |
|  | Phaeothamniophyceae Andersen & Bailey 1998 s.l. |
|  | |
|  | Xanthophyceae Allorge 1930 emend. Fritsch 1935 (algas-verde-amareladas)                                                                                     |
|  | |

|  | Phaeothamniophyceae Andersen & Bailey 1998 s.l.                         |
|  |                                                                         |
|  | Xanthophyceae Allorge 1930 emend. Fritsch 1935 (algas-verde-amareladas) |
|  |                                                                         |

|  | Chrysomerophyceae Cavalier-Smith 1995 |
|  | |
|  | \| \| Phaeothamniophyceae Andersen & Bailey 1998 s.l. \| \| \| \| \| \| Xanthophyceae Allorge 1930 emend. Fritsch 1935 (algas-verde-amareladas) \| \| \| \| |
|  | |
|  | Phaeothamniophyceae Andersen & Bailey 1998 s.l. |
|  | |
|  | Xanthophyceae Allorge 1930 emend. Fritsch 1935 (algas-verde-amareladas)                                                                                     |
|  | |

|  | Phaeothamniophyceae Andersen & Bailey 1998 s.l.                         |
|  |                                                                         |
|  | Xanthophyceae Allorge 1930 emend. Fritsch 1935 (algas-verde-amareladas) |
|  |                                                                         |

|  | Synchromophyceae Horn & Wilhelm 2007                                                                                |
|  | |
|  | \| \| Leukarachnion Geitler 1942 \| \| \| \| \| \| Chrysophyceae Pascher 1914 (algas-castanho-douradas) \| \| \| \| |
|  | |
|  | Leukarachnion Geitler 1942                                                                                          |
|  | |
|  | Chrysophyceae Pascher 1914 (algas-castanho-douradas)                                                                |
|  | |

|  | Leukarachnion Geitler 1942                           |
|  |                                                      |
|  | Chrysophyceae Pascher 1914 (algas-castanho-douradas) |
|  |                                                      |

|  | Synchromophyceae Horn & Wilhelm 2007                                                                                |
|  | |
|  | \| \| Leukarachnion Geitler 1942 \| \| \| \| \| \| Chrysophyceae Pascher 1914 (algas-castanho-douradas) \| \| \| \| |
|  | |
|  | Leukarachnion Geitler 1942                                                                                          |
|  | |
|  | Chrysophyceae Pascher 1914 (algas-castanho-douradas)                                                                |
|  | |

|  | Leukarachnion Geitler 1942                           |
|  |                                                      |
|  | Chrysophyceae Pascher 1914 (algas-castanho-douradas) |
|  |                                                      |

|  | Chrysomerophyceae Cavalier-Smith 1995 |
|  | |
|  | \| \| Phaeothamniophyceae Andersen & Bailey 1998 s.l. \| \| \| \| \| \| Xanthophyceae Allorge 1930 emend. Fritsch 1935 (algas-verde-amareladas) \| \| \| \| |
|  | |
|  | Phaeothamniophyceae Andersen & Bailey 1998 s.l. |
|  | |
|  | Xanthophyceae Allorge 1930 emend. Fritsch 1935 (algas-verde-amareladas)                                                                                     |
|  | |

|  | Phaeothamniophyceae Andersen & Bailey 1998 s.l.                         |
|  |                                                                         |
|  | Xanthophyceae Allorge 1930 emend. Fritsch 1935 (algas-verde-amareladas) |
|  |                                                                         |

|  | Chrysomerophyceae Cavalier-Smith 1995 |
|  | |
|  | \| \| Phaeothamniophyceae Andersen & Bailey 1998 s.l. \| \| \| \| \| \| Xanthophyceae Allorge 1930 emend. Fritsch 1935 (algas-verde-amareladas) \| \| \| \| |
|  | |
|  | Phaeothamniophyceae Andersen & Bailey 1998 s.l. |
|  | |
|  | Xanthophyceae Allorge 1930 emend. Fritsch 1935 (algas-verde-amareladas)                                                                                     |
|  | |

|  | Phaeothamniophyceae Andersen & Bailey 1998 s.l.                         |
|  |                                                                         |
|  | Xanthophyceae Allorge 1930 emend. Fritsch 1935 (algas-verde-amareladas) |
|  |                                                                         |

|  | Chrysomerophyceae Cavalier-Smith 1995 |
|  | |
|  | \| \| Phaeothamniophyceae Andersen & Bailey 1998 s.l. \| \| \| \| \| \| Xanthophyceae Allorge 1930 emend. Fritsch 1935 (algas-verde-amareladas) \| \| \| \| |
|  | |
|  | Phaeothamniophyceae Andersen & Bailey 1998 s.l. |
|  | |
|  | Xanthophyceae Allorge 1930 emend. Fritsch 1935 (algas-verde-amareladas)                                                                                     |
|  | |

|  | Phaeothamniophyceae Andersen & Bailey 1998 s.l.                         |
|  |                                                                         |
|  | Xanthophyceae Allorge 1930 emend. Fritsch 1935 (algas-verde-amareladas) |
|  |                                                                         |

|  | Chrysomerophyceae Cavalier-Smith 1995 |
|  | |
|  | \| \| Phaeothamniophyceae Andersen & Bailey 1998 s.l. \| \| \| \| \| \| Xanthophyceae Allorge 1930 emend. Fritsch 1935 (algas-verde-amareladas) \| \| \| \| |
|  | |
|  | Phaeothamniophyceae Andersen & Bailey 1998 s.l. |
|  | |
|  | Xanthophyceae Allorge 1930 emend. Fritsch 1935 (algas-verde-amareladas)                                                                                     |
|  | |

|  | Phaeothamniophyceae Andersen & Bailey 1998 s.l.                         |
|  |                                                                         |
|  | Xanthophyceae Allorge 1930 emend. Fritsch 1935 (algas-verde-amareladas) |
|  |                                                                         |

|  | Pinguiophyceae Kawachi et al. 2002       |
|  |                                          |
|  | Eustigmatophyceae Hibberd & Leedale 1971 |
|  |                                          |

|  | Synchromophyceae Horn & Wilhelm 2007                                                                                |
|  | |
|  | \| \| Leukarachnion Geitler 1942 \| \| \| \| \| \| Chrysophyceae Pascher 1914 (algas-castanho-douradas) \| \| \| \| |
|  | |
|  | Leukarachnion Geitler 1942                                                                                          |
|  | |
|  | Chrysophyceae Pascher 1914 (algas-castanho-douradas)                                                                |
|  | |

|  | Leukarachnion Geitler 1942                           |
|  |                                                      |
|  | Chrysophyceae Pascher 1914 (algas-castanho-douradas) |
|  |                                                      |

|  | Synchromophyceae Horn & Wilhelm 2007                                                                                |
|  | |
|  | \| \| Leukarachnion Geitler 1942 \| \| \| \| \| \| Chrysophyceae Pascher 1914 (algas-castanho-douradas) \| \| \| \| |
|  | |
|  | Leukarachnion Geitler 1942                                                                                          |
|  | |
|  | Chrysophyceae Pascher 1914 (algas-castanho-douradas)                                                                |
|  | |

|  | Leukarachnion Geitler 1942                           |
|  |                                                      |
|  | Chrysophyceae Pascher 1914 (algas-castanho-douradas) |
|  |                                                      |

|  | Chrysomerophyceae Cavalier-Smith 1995 |
|  | |
|  | \| \| Phaeothamniophyceae Andersen & Bailey 1998 s.l. \| \| \| \| \| \| Xanthophyceae Allorge 1930 emend. Fritsch 1935 (algas-verde-amareladas) \| \| \| \| |
|  | |
|  | Phaeothamniophyceae Andersen & Bailey 1998 s.l. |
|  | |
|  | Xanthophyceae Allorge 1930 emend. Fritsch 1935 (algas-verde-amareladas)                                                                                     |
|  | |

|  | Phaeothamniophyceae Andersen & Bailey 1998 s.l.                         |
|  |                                                                         |
|  | Xanthophyceae Allorge 1930 emend. Fritsch 1935 (algas-verde-amareladas) |
|  |                                                                         |

|  | Chrysomerophyceae Cavalier-Smith 1995 |
|  | |
|  | \| \| Phaeothamniophyceae Andersen & Bailey 1998 s.l. \| \| \| \| \| \| Xanthophyceae Allorge 1930 emend. Fritsch 1935 (algas-verde-amareladas) \| \| \| \| |
|  | |
|  | Phaeothamniophyceae Andersen & Bailey 1998 s.l. |
|  | |
|  | Xanthophyceae Allorge 1930 emend. Fritsch 1935 (algas-verde-amareladas)                                                                                     |
|  | |

|  | Phaeothamniophyceae Andersen & Bailey 1998 s.l.                         |
|  |                                                                         |
|  | Xanthophyceae Allorge 1930 emend. Fritsch 1935 (algas-verde-amareladas) |
|  |                                                                         |

|  | Chrysomerophyceae Cavalier-Smith 1995 |
|  | |
|  | \| \| Phaeothamniophyceae Andersen & Bailey 1998 s.l. \| \| \| \| \| \| Xanthophyceae Allorge 1930 emend. Fritsch 1935 (algas-verde-amareladas) \| \| \| \| |
|  | |
|  | Phaeothamniophyceae Andersen & Bailey 1998 s.l. |
|  | |
|  | Xanthophyceae Allorge 1930 emend. Fritsch 1935 (algas-verde-amareladas)                                                                                     |
|  | |

|  | Phaeothamniophyceae Andersen & Bailey 1998 s.l.                         |
|  |                                                                         |
|  | Xanthophyceae Allorge 1930 emend. Fritsch 1935 (algas-verde-amareladas) |
|  |                                                                         |

|  | Chrysomerophyceae Cavalier-Smith 1995 |
|  | |
|  | \| \| Phaeothamniophyceae Andersen & Bailey 1998 s.l. \| \| \| \| \| \| Xanthophyceae Allorge 1930 emend. Fritsch 1935 (algas-verde-amareladas) \| \| \| \| |
|  | |
|  | Phaeothamniophyceae Andersen & Bailey 1998 s.l. |
|  | |
|  | Xanthophyceae Allorge 1930 emend. Fritsch 1935 (algas-verde-amareladas)                                                                                     |
|  | |

|  | Phaeothamniophyceae Andersen & Bailey 1998 s.l.                         |
|  |                                                                         |
|  | Xanthophyceae Allorge 1930 emend. Fritsch 1935 (algas-verde-amareladas) |
|  |                                                                         |

|  | Synchromophyceae Horn & Wilhelm 2007                                                                                |
|  | |
|  | \| \| Leukarachnion Geitler 1942 \| \| \| \| \| \| Chrysophyceae Pascher 1914 (algas-castanho-douradas) \| \| \| \| |
|  | |
|  | Leukarachnion Geitler 1942                                                                                          |
|  | |
|  | Chrysophyceae Pascher 1914 (algas-castanho-douradas)                                                                |
|  | |

|  | Leukarachnion Geitler 1942                           |
|  |                                                      |
|  | Chrysophyceae Pascher 1914 (algas-castanho-douradas) |
|  |                                                      |

|  | Synchromophyceae Horn & Wilhelm 2007                                                                                |
|  | |
|  | \| \| Leukarachnion Geitler 1942 \| \| \| \| \| \| Chrysophyceae Pascher 1914 (algas-castanho-douradas) \| \| \| \| |
|  | |
|  | Leukarachnion Geitler 1942                                                                                          |
|  | |
|  | Chrysophyceae Pascher 1914 (algas-castanho-douradas)                                                                |
|  | |

|  | Leukarachnion Geitler 1942                           |
|  |                                                      |
|  | Chrysophyceae Pascher 1914 (algas-castanho-douradas) |
|  |                                                      |

|  | Chrysomerophyceae Cavalier-Smith 1995 |
|  | |
|  | \| \| Phaeothamniophyceae Andersen & Bailey 1998 s.l. \| \| \| \| \| \| Xanthophyceae Allorge 1930 emend. Fritsch 1935 (algas-verde-amareladas) \| \| \| \| |
|  | |
|  | Phaeothamniophyceae Andersen & Bailey 1998 s.l. |
|  | |
|  | Xanthophyceae Allorge 1930 emend. Fritsch 1935 (algas-verde-amareladas)                                                                                     |
|  | |

|  | Phaeothamniophyceae Andersen & Bailey 1998 s.l.                         |
|  |                                                                         |
|  | Xanthophyceae Allorge 1930 emend. Fritsch 1935 (algas-verde-amareladas) |
|  |                                                                         |

|  | Chrysomerophyceae Cavalier-Smith 1995 |
|  | |
|  | \| \| Phaeothamniophyceae Andersen & Bailey 1998 s.l. \| \| \| \| \| \| Xanthophyceae Allorge 1930 emend. Fritsch 1935 (algas-verde-amareladas) \| \| \| \| |
|  | |
|  | Phaeothamniophyceae Andersen & Bailey 1998 s.l. |
|  | |
|  | Xanthophyceae Allorge 1930 emend. Fritsch 1935 (algas-verde-amareladas)                                                                                     |
|  | |

|  | Phaeothamniophyceae Andersen & Bailey 1998 s.l.                         |
|  |                                                                         |
|  | Xanthophyceae Allorge 1930 emend. Fritsch 1935 (algas-verde-amareladas) |
|  |                                                                         |

|  | Chrysomerophyceae Cavalier-Smith 1995 |
|  | |
|  | \| \| Phaeothamniophyceae Andersen & Bailey 1998 s.l. \| \| \| \| \| \| Xanthophyceae Allorge 1930 emend. Fritsch 1935 (algas-verde-amareladas) \| \| \| \| |
|  | |
|  | Phaeothamniophyceae Andersen & Bailey 1998 s.l. |
|  | |
|  | Xanthophyceae Allorge 1930 emend. Fritsch 1935 (algas-verde-amareladas)                                                                                     |
|  | |

|  | Phaeothamniophyceae Andersen & Bailey 1998 s.l.                         |
|  |                                                                         |
|  | Xanthophyceae Allorge 1930 emend. Fritsch 1935 (algas-verde-amareladas) |
|  |                                                                         |

|  | Chrysomerophyceae Cavalier-Smith 1995 |
|  | |
|  | \| \| Phaeothamniophyceae Andersen & Bailey 1998 s.l. \| \| \| \| \| \| Xanthophyceae Allorge 1930 emend. Fritsch 1935 (algas-verde-amareladas) \| \| \| \| |
|  | |
|  | Phaeothamniophyceae Andersen & Bailey 1998 s.l. |
|  | |
|  | Xanthophyceae Allorge 1930 emend. Fritsch 1935 (algas-verde-amareladas)                                                                                     |
|  | |

|  | Phaeothamniophyceae Andersen & Bailey 1998 s.l.                         |
|  |                                                                         |
|  | Xanthophyceae Allorge 1930 emend. Fritsch 1935 (algas-verde-amareladas) |
|  |                                                                         |

|  | Pinguiophyceae Kawachi et al. 2002       |
|  |                                          |
|  | Eustigmatophyceae Hibberd & Leedale 1971 |
|  |                                          |

|  | Synchromophyceae Horn & Wilhelm 2007                                                                                |
|  | |
|  | \| \| Leukarachnion Geitler 1942 \| \| \| \| \| \| Chrysophyceae Pascher 1914 (algas-castanho-douradas) \| \| \| \| |
|  | |
|  | Leukarachnion Geitler 1942                                                                                          |
|  | |
|  | Chrysophyceae Pascher 1914 (algas-castanho-douradas)                                                                |
|  | |

|  | Leukarachnion Geitler 1942                           |
|  |                                                      |
|  | Chrysophyceae Pascher 1914 (algas-castanho-douradas) |
|  |                                                      |

|  | Synchromophyceae Horn & Wilhelm 2007                                                                                |
|  | |
|  | \| \| Leukarachnion Geitler 1942 \| \| \| \| \| \| Chrysophyceae Pascher 1914 (algas-castanho-douradas) \| \| \| \| |
|  | |
|  | Leukarachnion Geitler 1942                                                                                          |
|  | |
|  | Chrysophyceae Pascher 1914 (algas-castanho-douradas)                                                                |
|  | |

|  | Leukarachnion Geitler 1942                           |
|  |                                                      |
|  | Chrysophyceae Pascher 1914 (algas-castanho-douradas) |
|  |                                                      |

|  | Chrysomerophyceae Cavalier-Smith 1995 |
|  | |
|  | \| \| Phaeothamniophyceae Andersen & Bailey 1998 s.l. \| \| \| \| \| \| Xanthophyceae Allorge 1930 emend. Fritsch 1935 (algas-verde-amareladas) \| \| \| \| |
|  | |
|  | Phaeothamniophyceae Andersen & Bailey 1998 s.l. |
|  | |
|  | Xanthophyceae Allorge 1930 emend. Fritsch 1935 (algas-verde-amareladas)                                                                                     |
|  | |

|  | Phaeothamniophyceae Andersen & Bailey 1998 s.l.                         |
|  |                                                                         |
|  | Xanthophyceae Allorge 1930 emend. Fritsch 1935 (algas-verde-amareladas) |
|  |                                                                         |

|  | Chrysomerophyceae Cavalier-Smith 1995 |
|  | |
|  | \| \| Phaeothamniophyceae Andersen & Bailey 1998 s.l. \| \| \| \| \| \| Xanthophyceae Allorge 1930 emend. Fritsch 1935 (algas-verde-amareladas) \| \| \| \| |
|  | |
|  | Phaeothamniophyceae Andersen & Bailey 1998 s.l. |
|  | |
|  | Xanthophyceae Allorge 1930 emend. Fritsch 1935 (algas-verde-amareladas)                                                                                     |
|  | |

|  | Phaeothamniophyceae Andersen & Bailey 1998 s.l.                         |
|  |                                                                         |
|  | Xanthophyceae Allorge 1930 emend. Fritsch 1935 (algas-verde-amareladas) |
|  |                                                                         |

|  | Chrysomerophyceae Cavalier-Smith 1995 |
|  | |
|  | \| \| Phaeothamniophyceae Andersen & Bailey 1998 s.l. \| \| \| \| \| \| Xanthophyceae Allorge 1930 emend. Fritsch 1935 (algas-verde-amareladas) \| \| \| \| |
|  | |
|  | Phaeothamniophyceae Andersen & Bailey 1998 s.l. |
|  | |
|  | Xanthophyceae Allorge 1930 emend. Fritsch 1935 (algas-verde-amareladas)                                                                                     |
|  | |

|  | Phaeothamniophyceae Andersen & Bailey 1998 s.l.                         |
|  |                                                                         |
|  | Xanthophyceae Allorge 1930 emend. Fritsch 1935 (algas-verde-amareladas) |
|  |                                                                         |

|  | Chrysomerophyceae Cavalier-Smith 1995 |
|  | |
|  | \| \| Phaeothamniophyceae Andersen & Bailey 1998 s.l. \| \| \| \| \| \| Xanthophyceae Allorge 1930 emend. Fritsch 1935 (algas-verde-amareladas) \| \| \| \| |
|  | |
|  | Phaeothamniophyceae Andersen & Bailey 1998 s.l. |
|  | |
|  | Xanthophyceae Allorge 1930 emend. Fritsch 1935 (algas-verde-amareladas)                                                                                     |
|  | |

|  | Phaeothamniophyceae Andersen & Bailey 1998 s.l.                         |
|  |                                                                         |
|  | Xanthophyceae Allorge 1930 emend. Fritsch 1935 (algas-verde-amareladas) |
|  |                                                                         |

|  | Synchromophyceae Horn & Wilhelm 2007                                                                                |
|  | |
|  | \| \| Leukarachnion Geitler 1942 \| \| \| \| \| \| Chrysophyceae Pascher 1914 (algas-castanho-douradas) \| \| \| \| |
|  | |
|  | Leukarachnion Geitler 1942                                                                                          |
|  | |
|  | Chrysophyceae Pascher 1914 (algas-castanho-douradas)                                                                |
|  | |

|  | Leukarachnion Geitler 1942                           |
|  |                                                      |
|  | Chrysophyceae Pascher 1914 (algas-castanho-douradas) |
|  |                                                      |

|  | Synchromophyceae Horn & Wilhelm 2007                                                                                |
|  | |
|  | \| \| Leukarachnion Geitler 1942 \| \| \| \| \| \| Chrysophyceae Pascher 1914 (algas-castanho-douradas) \| \| \| \| |
|  | |
|  | Leukarachnion Geitler 1942                                                                                          |
|  | |
|  | Chrysophyceae Pascher 1914 (algas-castanho-douradas)                                                                |
|  | |

|  | Leukarachnion Geitler 1942                           |
|  |                                                      |
|  | Chrysophyceae Pascher 1914 (algas-castanho-douradas) |
|  |                                                      |

|  | Chrysomerophyceae Cavalier-Smith 1995 |
|  | |
|  | \| \| Phaeothamniophyceae Andersen & Bailey 1998 s.l. \| \| \| \| \| \| Xanthophyceae Allorge 1930 emend. Fritsch 1935 (algas-verde-amareladas) \| \| \| \| |
|  | |
|  | Phaeothamniophyceae Andersen & Bailey 1998 s.l. |
|  | |
|  | Xanthophyceae Allorge 1930 emend. Fritsch 1935 (algas-verde-amareladas)                                                                                     |
|  | |

|  | Phaeothamniophyceae Andersen & Bailey 1998 s.l.                         |
|  |                                                                         |
|  | Xanthophyceae Allorge 1930 emend. Fritsch 1935 (algas-verde-amareladas) |
|  |                                                                         |

|  | Chrysomerophyceae Cavalier-Smith 1995 |
|  | |
|  | \| \| Phaeothamniophyceae Andersen & Bailey 1998 s.l. \| \| \| \| \| \| Xanthophyceae Allorge 1930 emend. Fritsch 1935 (algas-verde-amareladas) \| \| \| \| |
|  | |
|  | Phaeothamniophyceae Andersen & Bailey 1998 s.l. |
|  | |
|  | Xanthophyceae Allorge 1930 emend. Fritsch 1935 (algas-verde-amareladas)                                                                                     |
|  | |

|  | Phaeothamniophyceae Andersen & Bailey 1998 s.l.                         |
|  |                                                                         |
|  | Xanthophyceae Allorge 1930 emend. Fritsch 1935 (algas-verde-amareladas) |
|  |                                                                         |

|  | Chrysomerophyceae Cavalier-Smith 1995 |
|  | |
|  | \| \| Phaeothamniophyceae Andersen & Bailey 1998 s.l. \| \| \| \| \| \| Xanthophyceae Allorge 1930 emend. Fritsch 1935 (algas-verde-amareladas) \| \| \| \| |
|  | |
|  | Phaeothamniophyceae Andersen & Bailey 1998 s.l. |
|  | |
|  | Xanthophyceae Allorge 1930 emend. Fritsch 1935 (algas-verde-amareladas)                                                                                     |
|  | |

|  | Phaeothamniophyceae Andersen & Bailey 1998 s.l.                         |
|  |                                                                         |
|  | Xanthophyceae Allorge 1930 emend. Fritsch 1935 (algas-verde-amareladas) |
|  |                                                                         |

|  | Chrysomerophyceae Cavalier-Smith 1995 |
|  | |
|  | \| \| Phaeothamniophyceae Andersen & Bailey 1998 s.l. \| \| \| \| \| \| Xanthophyceae Allorge 1930 emend. Fritsch 1935 (algas-verde-amareladas) \| \| \| \| |
|  | |
|  | Phaeothamniophyceae Andersen & Bailey 1998 s.l. |
|  | |
|  | Xanthophyceae Allorge 1930 emend. Fritsch 1935 (algas-verde-amareladas)                                                                                     |
|  | |

|  | Phaeothamniophyceae Andersen & Bailey 1998 s.l.                         |
|  |                                                                         |
|  | Xanthophyceae Allorge 1930 emend. Fritsch 1935 (algas-verde-amareladas) |
|  |                                                                         |

|  | Pinguiophyceae Kawachi et al. 2002       |
|  |                                          |
|  | Eustigmatophyceae Hibberd & Leedale 1971 |
|  |                                          |

|  | Synchromophyceae Horn & Wilhelm 2007                                                                                |
|  | |
|  | \| \| Leukarachnion Geitler 1942 \| \| \| \| \| \| Chrysophyceae Pascher 1914 (algas-castanho-douradas) \| \| \| \| |
|  | |
|  | Leukarachnion Geitler 1942                                                                                          |
|  | |
|  | Chrysophyceae Pascher 1914 (algas-castanho-douradas)                                                                |
|  | |

|  | Leukarachnion Geitler 1942                           |
|  |                                                      |
|  | Chrysophyceae Pascher 1914 (algas-castanho-douradas) |
|  |                                                      |

|  | Synchromophyceae Horn & Wilhelm 2007                                                                                |
|  | |
|  | \| \| Leukarachnion Geitler 1942 \| \| \| \| \| \| Chrysophyceae Pascher 1914 (algas-castanho-douradas) \| \| \| \| |
|  | |
|  | Leukarachnion Geitler 1942                                                                                          |
|  | |
|  | Chrysophyceae Pascher 1914 (algas-castanho-douradas)                                                                |
|  | |

|  | Leukarachnion Geitler 1942                           |
|  |                                                      |
|  | Chrysophyceae Pascher 1914 (algas-castanho-douradas) |
|  |                                                      |

|  | Chrysomerophyceae Cavalier-Smith 1995 |
|  | |
|  | \| \| Phaeothamniophyceae Andersen & Bailey 1998 s.l. \| \| \| \| \| \| Xanthophyceae Allorge 1930 emend. Fritsch 1935 (algas-verde-amareladas) \| \| \| \| |
|  | |
|  | Phaeothamniophyceae Andersen & Bailey 1998 s.l. |
|  | |
|  | Xanthophyceae Allorge 1930 emend. Fritsch 1935 (algas-verde-amareladas)                                                                                     |
|  | |

|  | Phaeothamniophyceae Andersen & Bailey 1998 s.l.                         |
|  |                                                                         |
|  | Xanthophyceae Allorge 1930 emend. Fritsch 1935 (algas-verde-amareladas) |
|  |                                                                         |

|  | Chrysomerophyceae Cavalier-Smith 1995 |
|  | |
|  | \| \| Phaeothamniophyceae Andersen & Bailey 1998 s.l. \| \| \| \| \| \| Xanthophyceae Allorge 1930 emend. Fritsch 1935 (algas-verde-amareladas) \| \| \| \| |
|  | |
|  | Phaeothamniophyceae Andersen & Bailey 1998 s.l. |
|  | |
|  | Xanthophyceae Allorge 1930 emend. Fritsch 1935 (algas-verde-amareladas)                                                                                     |
|  | |

|  | Phaeothamniophyceae Andersen & Bailey 1998 s.l.                         |
|  |                                                                         |
|  | Xanthophyceae Allorge 1930 emend. Fritsch 1935 (algas-verde-amareladas) |
|  |                                                                         |

|  | Chrysomerophyceae Cavalier-Smith 1995 |
|  | |
|  | \| \| Phaeothamniophyceae Andersen & Bailey 1998 s.l. \| \| \| \| \| \| Xanthophyceae Allorge 1930 emend. Fritsch 1935 (algas-verde-amareladas) \| \| \| \| |
|  | |
|  | Phaeothamniophyceae Andersen & Bailey 1998 s.l. |
|  | |
|  | Xanthophyceae Allorge 1930 emend. Fritsch 1935 (algas-verde-amareladas)                                                                                     |
|  | |

|  | Phaeothamniophyceae Andersen & Bailey 1998 s.l.                         |
|  |                                                                         |
|  | Xanthophyceae Allorge 1930 emend. Fritsch 1935 (algas-verde-amareladas) |
|  |                                                                         |

|  | Chrysomerophyceae Cavalier-Smith 1995 |
|  | |
|  | \| \| Phaeothamniophyceae Andersen & Bailey 1998 s.l. \| \| \| \| \| \| Xanthophyceae Allorge 1930 emend. Fritsch 1935 (algas-verde-amareladas) \| \| \| \| |
|  | |
|  | Phaeothamniophyceae Andersen & Bailey 1998 s.l. |
|  | |
|  | Xanthophyceae Allorge 1930 emend. Fritsch 1935 (algas-verde-amareladas)                                                                                     |
|  | |

|  | Phaeothamniophyceae Andersen & Bailey 1998 s.l.                         |
|  |                                                                         |
|  | Xanthophyceae Allorge 1930 emend. Fritsch 1935 (algas-verde-amareladas) |
|  |                                                                         |

|  | Synchromophyceae Horn & Wilhelm 2007                                                                                |
|  | |
|  | \| \| Leukarachnion Geitler 1942 \| \| \| \| \| \| Chrysophyceae Pascher 1914 (algas-castanho-douradas) \| \| \| \| |
|  | |
|  | Leukarachnion Geitler 1942                                                                                          |
|  | |
|  | Chrysophyceae Pascher 1914 (algas-castanho-douradas)                                                                |
|  | |

|  | Leukarachnion Geitler 1942                           |
|  |                                                      |
|  | Chrysophyceae Pascher 1914 (algas-castanho-douradas) |
|  |                                                      |

|  | Synchromophyceae Horn & Wilhelm 2007                                                                                |
|  | |
|  | \| \| Leukarachnion Geitler 1942 \| \| \| \| \| \| Chrysophyceae Pascher 1914 (algas-castanho-douradas) \| \| \| \| |
|  | |
|  | Leukarachnion Geitler 1942                                                                                          |
|  | |
|  | Chrysophyceae Pascher 1914 (algas-castanho-douradas)                                                                |
|  | |

|  | Leukarachnion Geitler 1942                           |
|  |                                                      |
|  | Chrysophyceae Pascher 1914 (algas-castanho-douradas) |
|  |                                                      |

|  | Chrysomerophyceae Cavalier-Smith 1995 |
|  | |
|  | \| \| Phaeothamniophyceae Andersen & Bailey 1998 s.l. \| \| \| \| \| \| Xanthophyceae Allorge 1930 emend. Fritsch 1935 (algas-verde-amareladas) \| \| \| \| |
|  | |
|  | Phaeothamniophyceae Andersen & Bailey 1998 s.l. |
|  | |
|  | Xanthophyceae Allorge 1930 emend. Fritsch 1935 (algas-verde-amareladas)                                                                                     |
|  | |

|  | Phaeothamniophyceae Andersen & Bailey 1998 s.l.                         |
|  |                                                                         |
|  | Xanthophyceae Allorge 1930 emend. Fritsch 1935 (algas-verde-amareladas) |
|  |                                                                         |

|  | Chrysomerophyceae Cavalier-Smith 1995 |
|  | |
|  | \| \| Phaeothamniophyceae Andersen & Bailey 1998 s.l. \| \| \| \| \| \| Xanthophyceae Allorge 1930 emend. Fritsch 1935 (algas-verde-amareladas) \| \| \| \| |
|  | |
|  | Phaeothamniophyceae Andersen & Bailey 1998 s.l. |
|  | |
|  | Xanthophyceae Allorge 1930 emend. Fritsch 1935 (algas-verde-amareladas)                                                                                     |
|  | |

|  | Phaeothamniophyceae Andersen & Bailey 1998 s.l.                         |
|  |                                                                         |
|  | Xanthophyceae Allorge 1930 emend. Fritsch 1935 (algas-verde-amareladas) |
|  |                                                                         |

|  | Chrysomerophyceae Cavalier-Smith 1995 |
|  | |
|  | \| \| Phaeothamniophyceae Andersen & Bailey 1998 s.l. \| \| \| \| \| \| Xanthophyceae Allorge 1930 emend. Fritsch 1935 (algas-verde-amareladas) \| \| \| \| |
|  | |
|  | Phaeothamniophyceae Andersen & Bailey 1998 s.l. |
|  | |
|  | Xanthophyceae Allorge 1930 emend. Fritsch 1935 (algas-verde-amareladas)                                                                                     |
|  | |

|  | Phaeothamniophyceae Andersen & Bailey 1998 s.l.                         |
|  |                                                                         |
|  | Xanthophyceae Allorge 1930 emend. Fritsch 1935 (algas-verde-amareladas) |
|  |                                                                         |

|  | Chrysomerophyceae Cavalier-Smith 1995 |
|  | |
|  | \| \| Phaeothamniophyceae Andersen & Bailey 1998 s.l. \| \| \| \| \| \| Xanthophyceae Allorge 1930 emend. Fritsch 1935 (algas-verde-amareladas) \| \| \| \| |
|  | |
|  | Phaeothamniophyceae Andersen & Bailey 1998 s.l. |
|  | |
|  | Xanthophyceae Allorge 1930 emend. Fritsch 1935 (algas-verde-amareladas)                                                                                     |
|  | |

|  | Phaeothamniophyceae Andersen & Bailey 1998 s.l.                         |
|  |                                                                         |
|  | Xanthophyceae Allorge 1930 emend. Fritsch 1935 (algas-verde-amareladas) |
|  |                                                                         |

|  | Bolidophyceae Guillou & Chretiennot-Dinet 1999 |
|  |                                                |
|  | Bacillariophyceae Haeckel 1878 (diatomáceas)   |
|  |                                                |

|  | Pinguiophyceae Kawachi et al. 2002       |
|  |                                          |
|  | Eustigmatophyceae Hibberd & Leedale 1971 |
|  |                                          |

|  | Synchromophyceae Horn & Wilhelm 2007                                                                                |
|  | |
|  | \| \| Leukarachnion Geitler 1942 \| \| \| \| \| \| Chrysophyceae Pascher 1914 (algas-castanho-douradas) \| \| \| \| |
|  | |
|  | Leukarachnion Geitler 1942                                                                                          |
|  | |
|  | Chrysophyceae Pascher 1914 (algas-castanho-douradas)                                                                |
|  | |

|  | Leukarachnion Geitler 1942                           |
|  |                                                      |
|  | Chrysophyceae Pascher 1914 (algas-castanho-douradas) |
|  |                                                      |

|  | Synchromophyceae Horn & Wilhelm 2007                                                                                |
|  | |
|  | \| \| Leukarachnion Geitler 1942 \| \| \| \| \| \| Chrysophyceae Pascher 1914 (algas-castanho-douradas) \| \| \| \| |
|  | |
|  | Leukarachnion Geitler 1942                                                                                          |
|  | |
|  | Chrysophyceae Pascher 1914 (algas-castanho-douradas)                                                                |
|  | |

|  | Leukarachnion Geitler 1942                           |
|  |                                                      |
|  | Chrysophyceae Pascher 1914 (algas-castanho-douradas) |
|  |                                                      |

|  | Chrysomerophyceae Cavalier-Smith 1995 |
|  | |
|  | \| \| Phaeothamniophyceae Andersen & Bailey 1998 s.l. \| \| \| \| \| \| Xanthophyceae Allorge 1930 emend. Fritsch 1935 (algas-verde-amareladas) \| \| \| \| |
|  | |
|  | Phaeothamniophyceae Andersen & Bailey 1998 s.l. |
|  | |
|  | Xanthophyceae Allorge 1930 emend. Fritsch 1935 (algas-verde-amareladas)                                                                                     |
|  | |

|  | Phaeothamniophyceae Andersen & Bailey 1998 s.l.                         |
|  |                                                                         |
|  | Xanthophyceae Allorge 1930 emend. Fritsch 1935 (algas-verde-amareladas) |
|  |                                                                         |

|  | Chrysomerophyceae Cavalier-Smith 1995 |
|  | |
|  | \| \| Phaeothamniophyceae Andersen & Bailey 1998 s.l. \| \| \| \| \| \| Xanthophyceae Allorge 1930 emend. Fritsch 1935 (algas-verde-amareladas) \| \| \| \| |
|  | |
|  | Phaeothamniophyceae Andersen & Bailey 1998 s.l. |
|  | |
|  | Xanthophyceae Allorge 1930 emend. Fritsch 1935 (algas-verde-amareladas)                                                                                     |
|  | |

|  | Phaeothamniophyceae Andersen & Bailey 1998 s.l.                         |
|  |                                                                         |
|  | Xanthophyceae Allorge 1930 emend. Fritsch 1935 (algas-verde-amareladas) |
|  |                                                                         |

|  | Chrysomerophyceae Cavalier-Smith 1995 |
|  | |
|  | \| \| Phaeothamniophyceae Andersen & Bailey 1998 s.l. \| \| \| \| \| \| Xanthophyceae Allorge 1930 emend. Fritsch 1935 (algas-verde-amareladas) \| \| \| \| |
|  | |
|  | Phaeothamniophyceae Andersen & Bailey 1998 s.l. |
|  | |
|  | Xanthophyceae Allorge 1930 emend. Fritsch 1935 (algas-verde-amareladas)                                                                                     |
|  | |

|  | Phaeothamniophyceae Andersen & Bailey 1998 s.l.                         |
|  |                                                                         |
|  | Xanthophyceae Allorge 1930 emend. Fritsch 1935 (algas-verde-amareladas) |
|  |                                                                         |

|  | Chrysomerophyceae Cavalier-Smith 1995 |
|  | |
|  | \| \| Phaeothamniophyceae Andersen & Bailey 1998 s.l. \| \| \| \| \| \| Xanthophyceae Allorge 1930 emend. Fritsch 1935 (algas-verde-amareladas) \| \| \| \| |
|  | |
|  | Phaeothamniophyceae Andersen & Bailey 1998 s.l. |
|  | |
|  | Xanthophyceae Allorge 1930 emend. Fritsch 1935 (algas-verde-amareladas)                                                                                     |
|  | |

|  | Phaeothamniophyceae Andersen & Bailey 1998 s.l.                         |
|  |                                                                         |
|  | Xanthophyceae Allorge 1930 emend. Fritsch 1935 (algas-verde-amareladas) |
|  |                                                                         |

|  | Synchromophyceae Horn & Wilhelm 2007                                                                                |
|  | |
|  | \| \| Leukarachnion Geitler 1942 \| \| \| \| \| \| Chrysophyceae Pascher 1914 (algas-castanho-douradas) \| \| \| \| |
|  | |
|  | Leukarachnion Geitler 1942                                                                                          |
|  | |
|  | Chrysophyceae Pascher 1914 (algas-castanho-douradas)                                                                |
|  | |

|  | Leukarachnion Geitler 1942                           |
|  |                                                      |
|  | Chrysophyceae Pascher 1914 (algas-castanho-douradas) |
|  |                                                      |

|  | Synchromophyceae Horn & Wilhelm 2007                                                                                |
|  | |
|  | \| \| Leukarachnion Geitler 1942 \| \| \| \| \| \| Chrysophyceae Pascher 1914 (algas-castanho-douradas) \| \| \| \| |
|  | |
|  | Leukarachnion Geitler 1942                                                                                          |
|  | |
|  | Chrysophyceae Pascher 1914 (algas-castanho-douradas)                                                                |
|  | |

|  | Leukarachnion Geitler 1942                           |
|  |                                                      |
|  | Chrysophyceae Pascher 1914 (algas-castanho-douradas) |
|  |                                                      |

|  | Chrysomerophyceae Cavalier-Smith 1995 |
|  | |
|  | \| \| Phaeothamniophyceae Andersen & Bailey 1998 s.l. \| \| \| \| \| \| Xanthophyceae Allorge 1930 emend. Fritsch 1935 (algas-verde-amareladas) \| \| \| \| |
|  | |
|  | Phaeothamniophyceae Andersen & Bailey 1998 s.l. |
|  | |
|  | Xanthophyceae Allorge 1930 emend. Fritsch 1935 (algas-verde-amareladas)                                                                                     |
|  | |

|  | Phaeothamniophyceae Andersen & Bailey 1998 s.l.                         |
|  |                                                                         |
|  | Xanthophyceae Allorge 1930 emend. Fritsch 1935 (algas-verde-amareladas) |
|  |                                                                         |

|  | Chrysomerophyceae Cavalier-Smith 1995 |
|  | |
|  | \| \| Phaeothamniophyceae Andersen & Bailey 1998 s.l. \| \| \| \| \| \| Xanthophyceae Allorge 1930 emend. Fritsch 1935 (algas-verde-amareladas) \| \| \| \| |
|  | |
|  | Phaeothamniophyceae Andersen & Bailey 1998 s.l. |
|  | |
|  | Xanthophyceae Allorge 1930 emend. Fritsch 1935 (algas-verde-amareladas)                                                                                     |
|  | |

|  | Phaeothamniophyceae Andersen & Bailey 1998 s.l.                         |
|  |                                                                         |
|  | Xanthophyceae Allorge 1930 emend. Fritsch 1935 (algas-verde-amareladas) |
|  |                                                                         |

|  | Chrysomerophyceae Cavalier-Smith 1995 |
|  | |
|  | \| \| Phaeothamniophyceae Andersen & Bailey 1998 s.l. \| \| \| \| \| \| Xanthophyceae Allorge 1930 emend. Fritsch 1935 (algas-verde-amareladas) \| \| \| \| |
|  | |
|  | Phaeothamniophyceae Andersen & Bailey 1998 s.l. |
|  | |
|  | Xanthophyceae Allorge 1930 emend. Fritsch 1935 (algas-verde-amareladas)                                                                                     |
|  | |

|  | Phaeothamniophyceae Andersen & Bailey 1998 s.l.                         |
|  |                                                                         |
|  | Xanthophyceae Allorge 1930 emend. Fritsch 1935 (algas-verde-amareladas) |
|  |                                                                         |

|  | Chrysomerophyceae Cavalier-Smith 1995 |
|  | |
|  | \| \| Phaeothamniophyceae Andersen & Bailey 1998 s.l. \| \| \| \| \| \| Xanthophyceae Allorge 1930 emend. Fritsch 1935 (algas-verde-amareladas) \| \| \| \| |
|  | |
|  | Phaeothamniophyceae Andersen & Bailey 1998 s.l. |
|  | |
|  | Xanthophyceae Allorge 1930 emend. Fritsch 1935 (algas-verde-amareladas)                                                                                     |
|  | |

|  | Phaeothamniophyceae Andersen & Bailey 1998 s.l.                         |
|  |                                                                         |
|  | Xanthophyceae Allorge 1930 emend. Fritsch 1935 (algas-verde-amareladas) |
|  |                                                                         |

|  | Pinguiophyceae Kawachi et al. 2002       |
|  |                                          |
|  | Eustigmatophyceae Hibberd & Leedale 1971 |
|  |                                          |

|  | Synchromophyceae Horn & Wilhelm 2007                                                                                |
|  | |
|  | \| \| Leukarachnion Geitler 1942 \| \| \| \| \| \| Chrysophyceae Pascher 1914 (algas-castanho-douradas) \| \| \| \| |
|  | |
|  | Leukarachnion Geitler 1942                                                                                          |
|  | |
|  | Chrysophyceae Pascher 1914 (algas-castanho-douradas)                                                                |
|  | |

|  | Leukarachnion Geitler 1942                           |
|  |                                                      |
|  | Chrysophyceae Pascher 1914 (algas-castanho-douradas) |
|  |                                                      |

|  | Synchromophyceae Horn & Wilhelm 2007                                                                                |
|  | |
|  | \| \| Leukarachnion Geitler 1942 \| \| \| \| \| \| Chrysophyceae Pascher 1914 (algas-castanho-douradas) \| \| \| \| |
|  | |
|  | Leukarachnion Geitler 1942                                                                                          |
|  | |
|  | Chrysophyceae Pascher 1914 (algas-castanho-douradas)                                                                |
|  | |

|  | Leukarachnion Geitler 1942                           |
|  |                                                      |
|  | Chrysophyceae Pascher 1914 (algas-castanho-douradas) |
|  |                                                      |

|  | Chrysomerophyceae Cavalier-Smith 1995 |
|  | |
|  | \| \| Phaeothamniophyceae Andersen & Bailey 1998 s.l. \| \| \| \| \| \| Xanthophyceae Allorge 1930 emend. Fritsch 1935 (algas-verde-amareladas) \| \| \| \| |
|  | |
|  | Phaeothamniophyceae Andersen & Bailey 1998 s.l. |
|  | |
|  | Xanthophyceae Allorge 1930 emend. Fritsch 1935 (algas-verde-amareladas)                                                                                     |
|  | |

|  | Phaeothamniophyceae Andersen & Bailey 1998 s.l.                         |
|  |                                                                         |
|  | Xanthophyceae Allorge 1930 emend. Fritsch 1935 (algas-verde-amareladas) |
|  |                                                                         |

|  | Chrysomerophyceae Cavalier-Smith 1995 |
|  | |
|  | \| \| Phaeothamniophyceae Andersen & Bailey 1998 s.l. \| \| \| \| \| \| Xanthophyceae Allorge 1930 emend. Fritsch 1935 (algas-verde-amareladas) \| \| \| \| |
|  | |
|  | Phaeothamniophyceae Andersen & Bailey 1998 s.l. |
|  | |
|  | Xanthophyceae Allorge 1930 emend. Fritsch 1935 (algas-verde-amareladas)                                                                                     |
|  | |

|  | Phaeothamniophyceae Andersen & Bailey 1998 s.l.                         |
|  |                                                                         |
|  | Xanthophyceae Allorge 1930 emend. Fritsch 1935 (algas-verde-amareladas) |
|  |                                                                         |

|  | Chrysomerophyceae Cavalier-Smith 1995 |
|  | |
|  | \| \| Phaeothamniophyceae Andersen & Bailey 1998 s.l. \| \| \| \| \| \| Xanthophyceae Allorge 1930 emend. Fritsch 1935 (algas-verde-amareladas) \| \| \| \| |
|  | |
|  | Phaeothamniophyceae Andersen & Bailey 1998 s.l. |
|  | |
|  | Xanthophyceae Allorge 1930 emend. Fritsch 1935 (algas-verde-amareladas)                                                                                     |
|  | |

|  | Phaeothamniophyceae Andersen & Bailey 1998 s.l.                         |
|  |                                                                         |
|  | Xanthophyceae Allorge 1930 emend. Fritsch 1935 (algas-verde-amareladas) |
|  |                                                                         |

|  | Chrysomerophyceae Cavalier-Smith 1995 |
|  | |
|  | \| \| Phaeothamniophyceae Andersen & Bailey 1998 s.l. \| \| \| \| \| \| Xanthophyceae Allorge 1930 emend. Fritsch 1935 (algas-verde-amareladas) \| \| \| \| |
|  | |
|  | Phaeothamniophyceae Andersen & Bailey 1998 s.l. |
|  | |
|  | Xanthophyceae Allorge 1930 emend. Fritsch 1935 (algas-verde-amareladas)                                                                                     |
|  | |

|  | Phaeothamniophyceae Andersen & Bailey 1998 s.l.                         |
|  |                                                                         |
|  | Xanthophyceae Allorge 1930 emend. Fritsch 1935 (algas-verde-amareladas) |
|  |                                                                         |

|  | Synchromophyceae Horn & Wilhelm 2007                                                                                |
|  | |
|  | \| \| Leukarachnion Geitler 1942 \| \| \| \| \| \| Chrysophyceae Pascher 1914 (algas-castanho-douradas) \| \| \| \| |
|  | |
|  | Leukarachnion Geitler 1942                                                                                          |
|  | |
|  | Chrysophyceae Pascher 1914 (algas-castanho-douradas)                                                                |
|  | |

|  | Leukarachnion Geitler 1942                           |
|  |                                                      |
|  | Chrysophyceae Pascher 1914 (algas-castanho-douradas) |
|  |                                                      |

|  | Synchromophyceae Horn & Wilhelm 2007                                                                                |
|  | |
|  | \| \| Leukarachnion Geitler 1942 \| \| \| \| \| \| Chrysophyceae Pascher 1914 (algas-castanho-douradas) \| \| \| \| |
|  | |
|  | Leukarachnion Geitler 1942                                                                                          |
|  | |
|  | Chrysophyceae Pascher 1914 (algas-castanho-douradas)                                                                |
|  | |

|  | Leukarachnion Geitler 1942                           |
|  |                                                      |
|  | Chrysophyceae Pascher 1914 (algas-castanho-douradas) |
|  |                                                      |

|  | Chrysomerophyceae Cavalier-Smith 1995 |
|  | |
|  | \| \| Phaeothamniophyceae Andersen & Bailey 1998 s.l. \| \| \| \| \| \| Xanthophyceae Allorge 1930 emend. Fritsch 1935 (algas-verde-amareladas) \| \| \| \| |
|  | |
|  | Phaeothamniophyceae Andersen & Bailey 1998 s.l. |
|  | |
|  | Xanthophyceae Allorge 1930 emend. Fritsch 1935 (algas-verde-amareladas)                                                                                     |
|  | |

|  | Phaeothamniophyceae Andersen & Bailey 1998 s.l.                         |
|  |                                                                         |
|  | Xanthophyceae Allorge 1930 emend. Fritsch 1935 (algas-verde-amareladas) |
|  |                                                                         |

|  | Chrysomerophyceae Cavalier-Smith 1995 |
|  | |
|  | \| \| Phaeothamniophyceae Andersen & Bailey 1998 s.l. \| \| \| \| \| \| Xanthophyceae Allorge 1930 emend. Fritsch 1935 (algas-verde-amareladas) \| \| \| \| |
|  | |
|  | Phaeothamniophyceae Andersen & Bailey 1998 s.l. |
|  | |
|  | Xanthophyceae Allorge 1930 emend. Fritsch 1935 (algas-verde-amareladas)                                                                                     |
|  | |

|  | Phaeothamniophyceae Andersen & Bailey 1998 s.l.                         |
|  |                                                                         |
|  | Xanthophyceae Allorge 1930 emend. Fritsch 1935 (algas-verde-amareladas) |
|  |                                                                         |

|  | Chrysomerophyceae Cavalier-Smith 1995 |
|  | |
|  | \| \| Phaeothamniophyceae Andersen & Bailey 1998 s.l. \| \| \| \| \| \| Xanthophyceae Allorge 1930 emend. Fritsch 1935 (algas-verde-amareladas) \| \| \| \| |
|  | |
|  | Phaeothamniophyceae Andersen & Bailey 1998 s.l. |
|  | |
|  | Xanthophyceae Allorge 1930 emend. Fritsch 1935 (algas-verde-amareladas)                                                                                     |
|  | |

|  | Phaeothamniophyceae Andersen & Bailey 1998 s.l.                         |
|  |                                                                         |
|  | Xanthophyceae Allorge 1930 emend. Fritsch 1935 (algas-verde-amareladas) |
|  |                                                                         |

|  | Chrysomerophyceae Cavalier-Smith 1995 |
|  | |
|  | \| \| Phaeothamniophyceae Andersen & Bailey 1998 s.l. \| \| \| \| \| \| Xanthophyceae Allorge 1930 emend. Fritsch 1935 (algas-verde-amareladas) \| \| \| \| |
|  | |
|  | Phaeothamniophyceae Andersen & Bailey 1998 s.l. |
|  | |
|  | Xanthophyceae Allorge 1930 emend. Fritsch 1935 (algas-verde-amareladas)                                                                                     |
|  | |

|  | Phaeothamniophyceae Andersen & Bailey 1998 s.l.                         |
|  |                                                                         |
|  | Xanthophyceae Allorge 1930 emend. Fritsch 1935 (algas-verde-amareladas) |
|  |                                                                         |

|  | Pinguiophyceae Kawachi et al. 2002       |
|  |                                          |
|  | Eustigmatophyceae Hibberd & Leedale 1971 |
|  |                                          |

|  | Synchromophyceae Horn & Wilhelm 2007                                                                                |
|  | |
|  | \| \| Leukarachnion Geitler 1942 \| \| \| \| \| \| Chrysophyceae Pascher 1914 (algas-castanho-douradas) \| \| \| \| |
|  | |
|  | Leukarachnion Geitler 1942                                                                                          |
|  | |
|  | Chrysophyceae Pascher 1914 (algas-castanho-douradas)                                                                |
|  | |

|  | Leukarachnion Geitler 1942                           |
|  |                                                      |
|  | Chrysophyceae Pascher 1914 (algas-castanho-douradas) |
|  |                                                      |

|  | Synchromophyceae Horn & Wilhelm 2007                                                                                |
|  | |
|  | \| \| Leukarachnion Geitler 1942 \| \| \| \| \| \| Chrysophyceae Pascher 1914 (algas-castanho-douradas) \| \| \| \| |
|  | |
|  | Leukarachnion Geitler 1942                                                                                          |
|  | |
|  | Chrysophyceae Pascher 1914 (algas-castanho-douradas)                                                                |
|  | |

|  | Leukarachnion Geitler 1942                           |
|  |                                                      |
|  | Chrysophyceae Pascher 1914 (algas-castanho-douradas) |
|  |                                                      |

|  | Chrysomerophyceae Cavalier-Smith 1995 |
|  | |
|  | \| \| Phaeothamniophyceae Andersen & Bailey 1998 s.l. \| \| \| \| \| \| Xanthophyceae Allorge 1930 emend. Fritsch 1935 (algas-verde-amareladas) \| \| \| \| |
|  | |
|  | Phaeothamniophyceae Andersen & Bailey 1998 s.l. |
|  | |
|  | Xanthophyceae Allorge 1930 emend. Fritsch 1935 (algas-verde-amareladas)                                                                                     |
|  | |

|  | Phaeothamniophyceae Andersen & Bailey 1998 s.l.                         |
|  |                                                                         |
|  | Xanthophyceae Allorge 1930 emend. Fritsch 1935 (algas-verde-amareladas) |
|  |                                                                         |

|  | Chrysomerophyceae Cavalier-Smith 1995 |
|  | |
|  | \| \| Phaeothamniophyceae Andersen & Bailey 1998 s.l. \| \| \| \| \| \| Xanthophyceae Allorge 1930 emend. Fritsch 1935 (algas-verde-amareladas) \| \| \| \| |
|  | |
|  | Phaeothamniophyceae Andersen & Bailey 1998 s.l. |
|  | |
|  | Xanthophyceae Allorge 1930 emend. Fritsch 1935 (algas-verde-amareladas)                                                                                     |
|  | |

|  | Phaeothamniophyceae Andersen & Bailey 1998 s.l.                         |
|  |                                                                         |
|  | Xanthophyceae Allorge 1930 emend. Fritsch 1935 (algas-verde-amareladas) |
|  |                                                                         |

|  | Chrysomerophyceae Cavalier-Smith 1995 |
|  | |
|  | \| \| Phaeothamniophyceae Andersen & Bailey 1998 s.l. \| \| \| \| \| \| Xanthophyceae Allorge 1930 emend. Fritsch 1935 (algas-verde-amareladas) \| \| \| \| |
|  | |
|  | Phaeothamniophyceae Andersen & Bailey 1998 s.l. |
|  | |
|  | Xanthophyceae Allorge 1930 emend. Fritsch 1935 (algas-verde-amareladas)                                                                                     |
|  | |

|  | Phaeothamniophyceae Andersen & Bailey 1998 s.l.                         |
|  |                                                                         |
|  | Xanthophyceae Allorge 1930 emend. Fritsch 1935 (algas-verde-amareladas) |
|  |                                                                         |

|  | Chrysomerophyceae Cavalier-Smith 1995 |
|  | |
|  | \| \| Phaeothamniophyceae Andersen & Bailey 1998 s.l. \| \| \| \| \| \| Xanthophyceae Allorge 1930 emend. Fritsch 1935 (algas-verde-amareladas) \| \| \| \| |
|  | |
|  | Phaeothamniophyceae Andersen & Bailey 1998 s.l. |
|  | |
|  | Xanthophyceae Allorge 1930 emend. Fritsch 1935 (algas-verde-amareladas)                                                                                     |
|  | |

|  | Phaeothamniophyceae Andersen & Bailey 1998 s.l.                         |
|  |                                                                         |
|  | Xanthophyceae Allorge 1930 emend. Fritsch 1935 (algas-verde-amareladas) |
|  |                                                                         |

|  | Synchromophyceae Horn & Wilhelm 2007                                                                                |
|  | |
|  | \| \| Leukarachnion Geitler 1942 \| \| \| \| \| \| Chrysophyceae Pascher 1914 (algas-castanho-douradas) \| \| \| \| |
|  | |
|  | Leukarachnion Geitler 1942                                                                                          |
|  | |
|  | Chrysophyceae Pascher 1914 (algas-castanho-douradas)                                                                |
|  | |

|  | Leukarachnion Geitler 1942                           |
|  |                                                      |
|  | Chrysophyceae Pascher 1914 (algas-castanho-douradas) |
|  |                                                      |

|  | Synchromophyceae Horn & Wilhelm 2007                                                                                |
|  | |
|  | \| \| Leukarachnion Geitler 1942 \| \| \| \| \| \| Chrysophyceae Pascher 1914 (algas-castanho-douradas) \| \| \| \| |
|  | |
|  | Leukarachnion Geitler 1942                                                                                          |
|  | |
|  | Chrysophyceae Pascher 1914 (algas-castanho-douradas)                                                                |
|  | |

|  | Leukarachnion Geitler 1942                           |
|  |                                                      |
|  | Chrysophyceae Pascher 1914 (algas-castanho-douradas) |
|  |                                                      |

|  | Chrysomerophyceae Cavalier-Smith 1995 |
|  | |
|  | \| \| Phaeothamniophyceae Andersen & Bailey 1998 s.l. \| \| \| \| \| \| Xanthophyceae Allorge 1930 emend. Fritsch 1935 (algas-verde-amareladas) \| \| \| \| |
|  | |
|  | Phaeothamniophyceae Andersen & Bailey 1998 s.l. |
|  | |
|  | Xanthophyceae Allorge 1930 emend. Fritsch 1935 (algas-verde-amareladas)                                                                                     |
|  | |

|  | Phaeothamniophyceae Andersen & Bailey 1998 s.l.                         |
|  |                                                                         |
|  | Xanthophyceae Allorge 1930 emend. Fritsch 1935 (algas-verde-amareladas) |
|  |                                                                         |

|  | Chrysomerophyceae Cavalier-Smith 1995 |
|  | |
|  | \| \| Phaeothamniophyceae Andersen & Bailey 1998 s.l. \| \| \| \| \| \| Xanthophyceae Allorge 1930 emend. Fritsch 1935 (algas-verde-amareladas) \| \| \| \| |
|  | |
|  | Phaeothamniophyceae Andersen & Bailey 1998 s.l. |
|  | |
|  | Xanthophyceae Allorge 1930 emend. Fritsch 1935 (algas-verde-amareladas)                                                                                     |
|  | |

|  | Phaeothamniophyceae Andersen & Bailey 1998 s.l.                         |
|  |                                                                         |
|  | Xanthophyceae Allorge 1930 emend. Fritsch 1935 (algas-verde-amareladas) |
|  |                                                                         |

|  | Chrysomerophyceae Cavalier-Smith 1995 |
|  | |
|  | \| \| Phaeothamniophyceae Andersen & Bailey 1998 s.l. \| \| \| \| \| \| Xanthophyceae Allorge 1930 emend. Fritsch 1935 (algas-verde-amareladas) \| \| \| \| |
|  | |
|  | Phaeothamniophyceae Andersen & Bailey 1998 s.l. |
|  | |
|  | Xanthophyceae Allorge 1930 emend. Fritsch 1935 (algas-verde-amareladas)                                                                                     |
|  | |

|  | Phaeothamniophyceae Andersen & Bailey 1998 s.l.                         |
|  |                                                                         |
|  | Xanthophyceae Allorge 1930 emend. Fritsch 1935 (algas-verde-amareladas) |
|  |                                                                         |

|  | Chrysomerophyceae Cavalier-Smith 1995 |
|  | |
|  | \| \| Phaeothamniophyceae Andersen & Bailey 1998 s.l. \| \| \| \| \| \| Xanthophyceae Allorge 1930 emend. Fritsch 1935 (algas-verde-amareladas) \| \| \| \| |
|  | |
|  | Phaeothamniophyceae Andersen & Bailey 1998 s.l. |
|  | |
|  | Xanthophyceae Allorge 1930 emend. Fritsch 1935 (algas-verde-amareladas)                                                                                     |
|  | |

|  | Phaeothamniophyceae Andersen & Bailey 1998 s.l.                         |
|  |                                                                         |
|  | Xanthophyceae Allorge 1930 emend. Fritsch 1935 (algas-verde-amareladas) |
|  |                                                                         |

|  | Pinguiophyceae Kawachi et al. 2002       |
|  |                                          |
|  | Eustigmatophyceae Hibberd & Leedale 1971 |
|  |                                          |

|  | Synchromophyceae Horn & Wilhelm 2007                                                                                |
|  | |
|  | \| \| Leukarachnion Geitler 1942 \| \| \| \| \| \| Chrysophyceae Pascher 1914 (algas-castanho-douradas) \| \| \| \| |
|  | |
|  | Leukarachnion Geitler 1942                                                                                          |
|  | |
|  | Chrysophyceae Pascher 1914 (algas-castanho-douradas)                                                                |
|  | |

|  | Leukarachnion Geitler 1942                           |
|  |                                                      |
|  | Chrysophyceae Pascher 1914 (algas-castanho-douradas) |
|  |                                                      |

|  | Synchromophyceae Horn & Wilhelm 2007                                                                                |
|  | |
|  | \| \| Leukarachnion Geitler 1942 \| \| \| \| \| \| Chrysophyceae Pascher 1914 (algas-castanho-douradas) \| \| \| \| |
|  | |
|  | Leukarachnion Geitler 1942                                                                                          |
|  | |
|  | Chrysophyceae Pascher 1914 (algas-castanho-douradas)                                                                |
|  | |

|  | Leukarachnion Geitler 1942                           |
|  |                                                      |
|  | Chrysophyceae Pascher 1914 (algas-castanho-douradas) |
|  |                                                      |

|  | Chrysomerophyceae Cavalier-Smith 1995 |
|  | |
|  | \| \| Phaeothamniophyceae Andersen & Bailey 1998 s.l. \| \| \| \| \| \| Xanthophyceae Allorge 1930 emend. Fritsch 1935 (algas-verde-amareladas) \| \| \| \| |
|  | |
|  | Phaeothamniophyceae Andersen & Bailey 1998 s.l. |
|  | |
|  | Xanthophyceae Allorge 1930 emend. Fritsch 1935 (algas-verde-amareladas)                                                                                     |
|  | |

|  | Phaeothamniophyceae Andersen & Bailey 1998 s.l.                         |
|  |                                                                         |
|  | Xanthophyceae Allorge 1930 emend. Fritsch 1935 (algas-verde-amareladas) |
|  |                                                                         |

|  | Chrysomerophyceae Cavalier-Smith 1995 |
|  | |
|  | \| \| Phaeothamniophyceae Andersen & Bailey 1998 s.l. \| \| \| \| \| \| Xanthophyceae Allorge 1930 emend. Fritsch 1935 (algas-verde-amareladas) \| \| \| \| |
|  | |
|  | Phaeothamniophyceae Andersen & Bailey 1998 s.l. |
|  | |
|  | Xanthophyceae Allorge 1930 emend. Fritsch 1935 (algas-verde-amareladas)                                                                                     |
|  | |

|  | Phaeothamniophyceae Andersen & Bailey 1998 s.l.                         |
|  |                                                                         |
|  | Xanthophyceae Allorge 1930 emend. Fritsch 1935 (algas-verde-amareladas) |
|  |                                                                         |

|  | Chrysomerophyceae Cavalier-Smith 1995 |
|  | |
|  | \| \| Phaeothamniophyceae Andersen & Bailey 1998 s.l. \| \| \| \| \| \| Xanthophyceae Allorge 1930 emend. Fritsch 1935 (algas-verde-amareladas) \| \| \| \| |
|  | |
|  | Phaeothamniophyceae Andersen & Bailey 1998 s.l. |
|  | |
|  | Xanthophyceae Allorge 1930 emend. Fritsch 1935 (algas-verde-amareladas)                                                                                     |
|  | |

|  | Phaeothamniophyceae Andersen & Bailey 1998 s.l.                         |
|  |                                                                         |
|  | Xanthophyceae Allorge 1930 emend. Fritsch 1935 (algas-verde-amareladas) |
|  |                                                                         |

|  | Chrysomerophyceae Cavalier-Smith 1995 |
|  | |
|  | \| \| Phaeothamniophyceae Andersen & Bailey 1998 s.l. \| \| \| \| \| \| Xanthophyceae Allorge 1930 emend. Fritsch 1935 (algas-verde-amareladas) \| \| \| \| |
|  | |
|  | Phaeothamniophyceae Andersen & Bailey 1998 s.l. |
|  | |
|  | Xanthophyceae Allorge 1930 emend. Fritsch 1935 (algas-verde-amareladas)                                                                                     |
|  | |

|  | Phaeothamniophyceae Andersen & Bailey 1998 s.l.                         |
|  |                                                                         |
|  | Xanthophyceae Allorge 1930 emend. Fritsch 1935 (algas-verde-amareladas) |
|  |                                                                         |

|  | Synchromophyceae Horn & Wilhelm 2007                                                                                |
|  | |
|  | \| \| Leukarachnion Geitler 1942 \| \| \| \| \| \| Chrysophyceae Pascher 1914 (algas-castanho-douradas) \| \| \| \| |
|  | |
|  | Leukarachnion Geitler 1942                                                                                          |
|  | |
|  | Chrysophyceae Pascher 1914 (algas-castanho-douradas)                                                                |
|  | |

|  | Leukarachnion Geitler 1942                           |
|  |                                                      |
|  | Chrysophyceae Pascher 1914 (algas-castanho-douradas) |
|  |                                                      |

|  | Synchromophyceae Horn & Wilhelm 2007                                                                                |
|  | |
|  | \| \| Leukarachnion Geitler 1942 \| \| \| \| \| \| Chrysophyceae Pascher 1914 (algas-castanho-douradas) \| \| \| \| |
|  | |
|  | Leukarachnion Geitler 1942                                                                                          |
|  | |
|  | Chrysophyceae Pascher 1914 (algas-castanho-douradas)                                                                |
|  | |

|  | Leukarachnion Geitler 1942                           |
|  |                                                      |
|  | Chrysophyceae Pascher 1914 (algas-castanho-douradas) |
|  |                                                      |

|  | Chrysomerophyceae Cavalier-Smith 1995 |
|  | |
|  | \| \| Phaeothamniophyceae Andersen & Bailey 1998 s.l. \| \| \| \| \| \| Xanthophyceae Allorge 1930 emend. Fritsch 1935 (algas-verde-amareladas) \| \| \| \| |
|  | |
|  | Phaeothamniophyceae Andersen & Bailey 1998 s.l. |
|  | |
|  | Xanthophyceae Allorge 1930 emend. Fritsch 1935 (algas-verde-amareladas)                                                                                     |
|  | |

|  | Phaeothamniophyceae Andersen & Bailey 1998 s.l.                         |
|  |                                                                         |
|  | Xanthophyceae Allorge 1930 emend. Fritsch 1935 (algas-verde-amareladas) |
|  |                                                                         |

|  | Chrysomerophyceae Cavalier-Smith 1995 |
|  | |
|  | \| \| Phaeothamniophyceae Andersen & Bailey 1998 s.l. \| \| \| \| \| \| Xanthophyceae Allorge 1930 emend. Fritsch 1935 (algas-verde-amareladas) \| \| \| \| |
|  | |
|  | Phaeothamniophyceae Andersen & Bailey 1998 s.l. |
|  | |
|  | Xanthophyceae Allorge 1930 emend. Fritsch 1935 (algas-verde-amareladas)                                                                                     |
|  | |

|  | Phaeothamniophyceae Andersen & Bailey 1998 s.l.                         |
|  |                                                                         |
|  | Xanthophyceae Allorge 1930 emend. Fritsch 1935 (algas-verde-amareladas) |
|  |                                                                         |

|  | Chrysomerophyceae Cavalier-Smith 1995 |
|  | |
|  | \| \| Phaeothamniophyceae Andersen & Bailey 1998 s.l. \| \| \| \| \| \| Xanthophyceae Allorge 1930 emend. Fritsch 1935 (algas-verde-amareladas) \| \| \| \| |
|  | |
|  | Phaeothamniophyceae Andersen & Bailey 1998 s.l. |
|  | |
|  | Xanthophyceae Allorge 1930 emend. Fritsch 1935 (algas-verde-amareladas)                                                                                     |
|  | |

|  | Phaeothamniophyceae Andersen & Bailey 1998 s.l.                         |
|  |                                                                         |
|  | Xanthophyceae Allorge 1930 emend. Fritsch 1935 (algas-verde-amareladas) |
|  |                                                                         |

|  | Chrysomerophyceae Cavalier-Smith 1995 |
|  | |
|  | \| \| Phaeothamniophyceae Andersen & Bailey 1998 s.l. \| \| \| \| \| \| Xanthophyceae Allorge 1930 emend. Fritsch 1935 (algas-verde-amareladas) \| \| \| \| |
|  | |
|  | Phaeothamniophyceae Andersen & Bailey 1998 s.l. |
|  | |
|  | Xanthophyceae Allorge 1930 emend. Fritsch 1935 (algas-verde-amareladas)                                                                                     |
|  | |

|  | Phaeothamniophyceae Andersen & Bailey 1998 s.l.                         |
|  |                                                                         |
|  | Xanthophyceae Allorge 1930 emend. Fritsch 1935 (algas-verde-amareladas) |
|  |                                                                         |

## Galeria

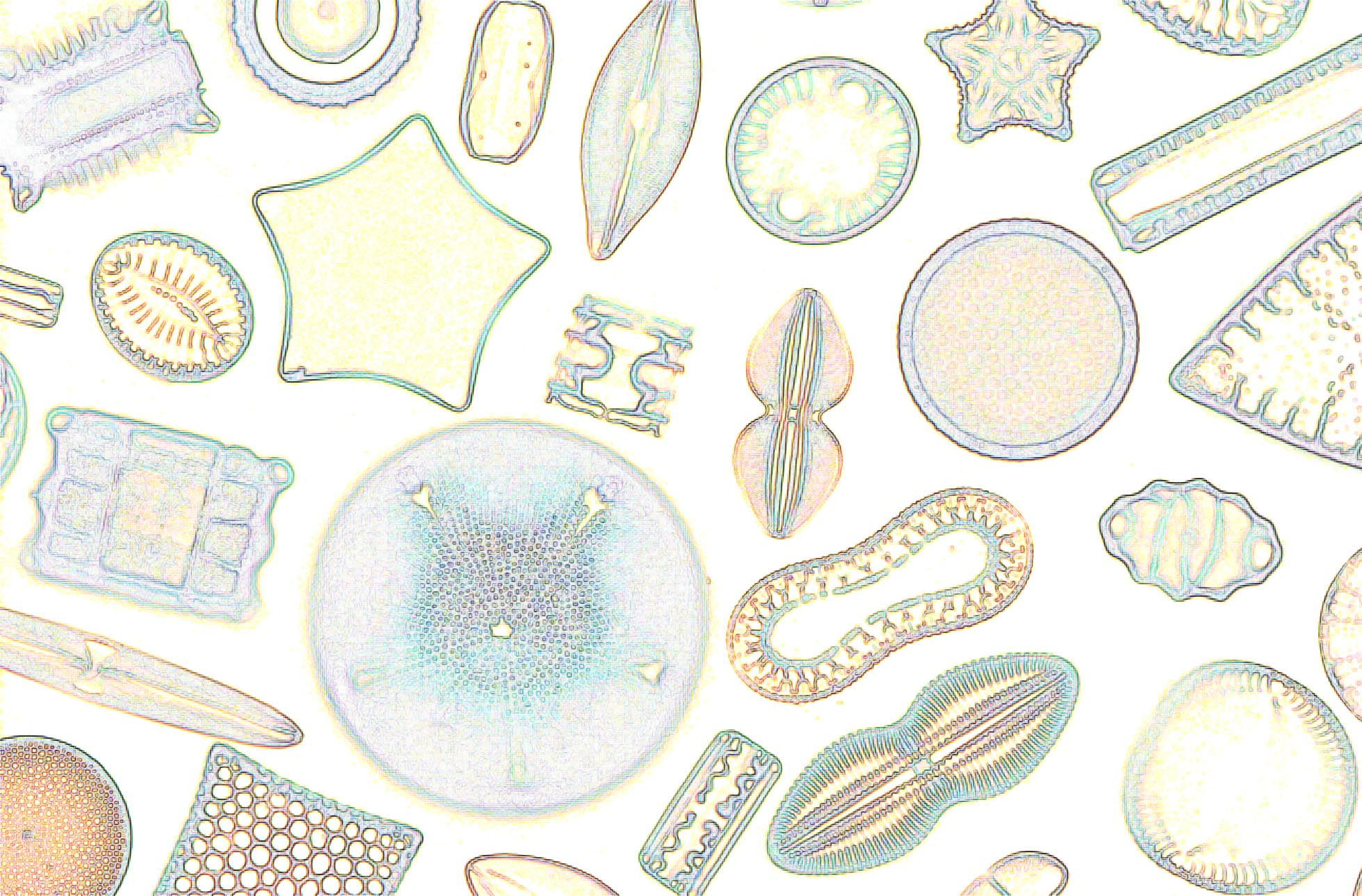
Diatomáceas (Khakista)
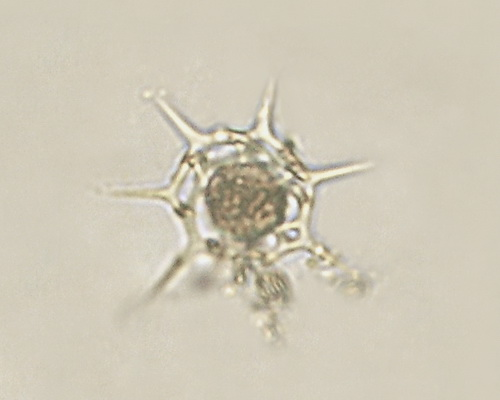
Silicoflagelado Dictyocha (Hypogyrista)
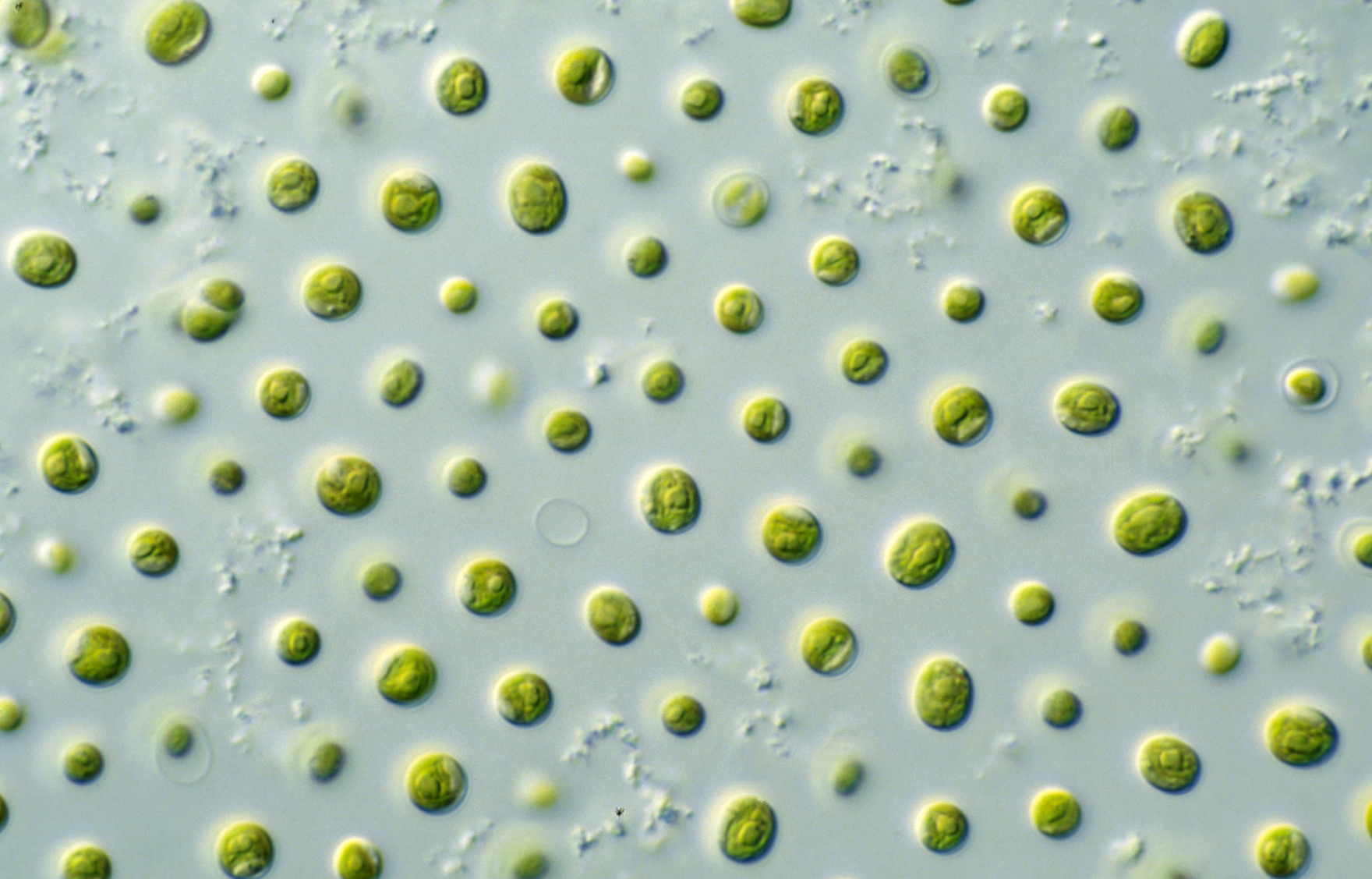
Nannochloropsis (Eustigmatophyceae, Eustigmista)
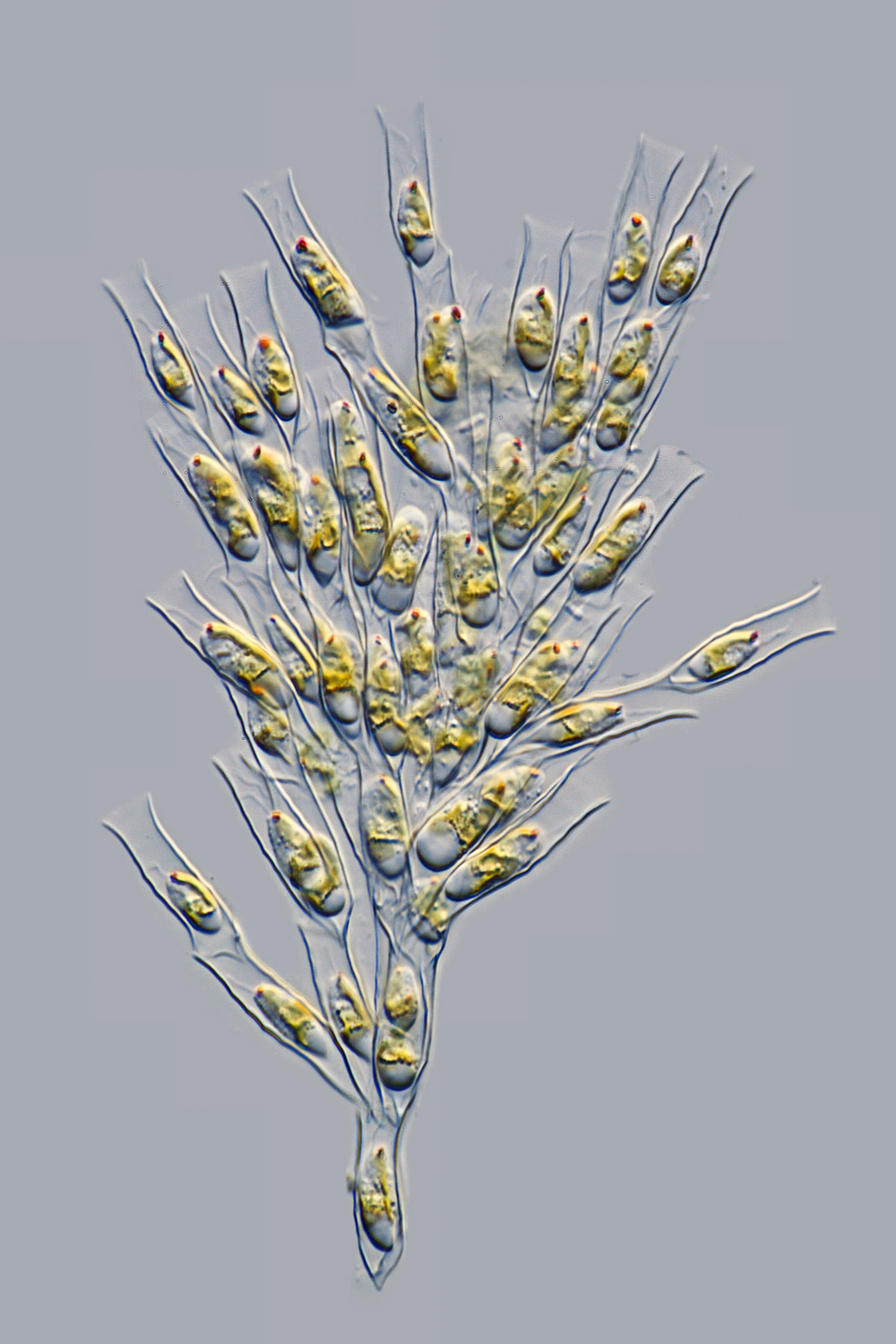
Colónia de algas-douradas Dinobryon (Phagochrysia)
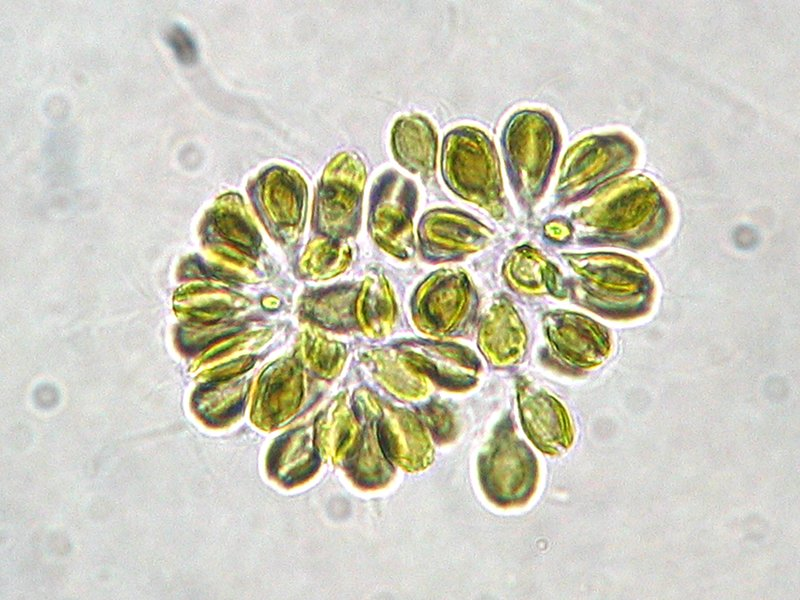
Synura, colónia de Xanthophyceae (Marista)
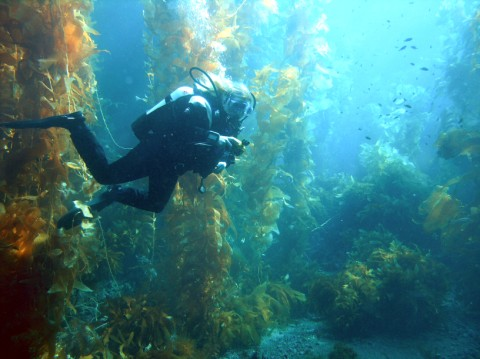
Bosque de algas da Califórnia (Marista).